# 偵察戦闘車
偵察戦闘車（ていさつせんとうしゃ、英語: Reconnaissance Combat Vehicle、RCV）は、偵察を目的として設計された装甲戦闘車両。威力偵察を主任務とした重武装のものは戦闘偵察車、逆に隠密偵察を主任務とした軽武装のものは単に偵察車（英: Reconnaissance Vehicle, Scout car）と称されることもある。
偵察戦闘車は、隠密偵察のためにISR（情報・監視・偵察）機材、威力偵察と自衛戦闘のために武装を搭載している。特に威力偵察重視型は、主力の援護に用いられることを考慮して、比較的重武装を施されており、20mm以上の大口径の機関砲を搭載しているものも多く、また、大口径のカノン砲を搭載した装輪戦車と呼ばれるものもある。

## 主な車種
アメリカ合衆国
- M3装甲車
- M8装甲車
- M114装甲偵察車
- リンクス指揮偵察車[注 1]
- XM800装甲偵察車
- LAV-25
- M3ブラッドレー騎兵戦闘車
- M1127 ストライカーRV
- IFAV

 イギリス
- ダイムラー偵察車
- モーリス軽偵察車
- ハンバー偵察車
- ハンバー軽偵察車
- フェレット
- スチュアート偵察戦車
- FV101 スコーピオン
- FV107 シミター
- FV721 フォックス
- セイバー偵察装甲車

 イスラエル
- RAMTA RBY偵察装甲車
- RAM-2000
- AIL ストーム
- M325 ヌンヌン
- M462 アビール
- Nimda Shoet装輪装甲車
- プラサン サンドキャット
- MDT ダビデ

 イタリア
- プーマ軽装甲車

 オーストラリア
- S1偵察車
- ディンゴ偵察車
- ASLAV

 オランダ・ ドイツ
- フェネック偵察車

 カナダ
- オッター軽偵察車
- LAV II（英語版）
- コヨーテ偵察戦闘車（英語版）

 スイス
- イーグル

 スペイン
- VEC装甲偵察車

 ソビエト連邦/ ロシア
- BRDM-1
- BRDM-2
- BRDM-3
- BRM-1K

 ドイツ国/ 西ドイツ/ ドイツ
- Sd Kfz 231
- Sd Kfz 232
- II号戦車L型
- 38(t)偵察戦車
- クルツSPz 11-2装甲偵察車
- ルクス偵察戦闘車
- AGF サーバル

 日本
- 87式偵察警戒車
- 共通戦術装輪車 (偵察戦闘型)

 フランス
- EBR装甲車
- AMX-10RC
- AML装甲車
- ERC 90装甲車
- EBRC ジャグア